# Harbour View (Nouvelle-Zélande)
Harbour View  est une banlieue de la cité de Lower Hutt, située dans le sud de l’île du Nord de la Nouvelle-Zélande. 

## Situation
La banlieue est localisée sur la berge ouest du fleuve Hutt  et sur le trajet de la route State Highway 2/S H 2 (en).

## Population
La population de la localité de Harbour view était de 2 085 habitants en 2006 .